# Eparchie thajská
Eparchie Thajsko je eparchie ruské pravoslavné církve.

## Území a titul biskupa
Zahrnuje správní hranice území Thajska, Kambodži, Laosu a Myanmaru.
Eparchiálnímu biskupovi náleží titul biskup bangkokský a phnompenhský.

## Historie
Od poloviny 90. let přicházel do Thajska stále větší počet přistěhovalců z bývalého Sovětského svazu. V té době neexistoval v celém království jediný pravoslavný chrám. V reakci na četné výzvy pravoslavných věřících, většinou občanů bývalého SSSR, se Svatý synod dne 28. prosince 1999 rozhodl otevřít v Bangkoku farnost svatého Mikuláše.
Dne 27. prosince 2001 po zvážení činnosti farnosti sv. Mikuláše v Bangkoku se Svatý synod rozhodl zřídit zastoupení Ruské pravoslavné církve (Moskevský patriarchát) v Thajském království.
Roku 2008 získala Ruská pravoslavná církev v Thajsku státní uznání.
Dne 21. října 2016 bylo zřízeno patriarchální blahočiní farností v Thajsku.
Dne 26. února 2019 bylo Svatým synodem blahočiní zrušeno a byla zřízena thajská eparchie v rámci Patriarchálního exarchátu Jihovýchodní Asie.

## Seznam biskupů
- od 2019 Sergij (Čašin) dočasný správce